# Maurizio Majorana
Maurizio Majorana (Bologna, 22 settembre 1938 – Roma, 22 novembre 2023) è stato un contrabbassista e bassista italiano.

## Biografia
Suonò in varie formazioni jazz, con musicisti come Nunzio Rotondo; entrò poi nel 1959 nella Seconda Roman New Orleans Jazz Band, dove conobbe il batterista Roberto Podio, insieme al quale suonerà in seguito in molti gruppi, registrando molti brani per la RCA Italiana nel periodo 1959-1962.
Fece parte per qualche tempo del trio della pianista Dora Musumeci.
Majorana lavorò anche con musicisti di musica leggera: particolarmente nota la sua collaborazione con Fabrizio De André, per il quale egli suonò nell'album Non al denaro non all'amore né al cielo.
Fu membro del gruppo Marc 4, che ha registrato moltissime colonne sonore, e della Modern Jazz Gang.

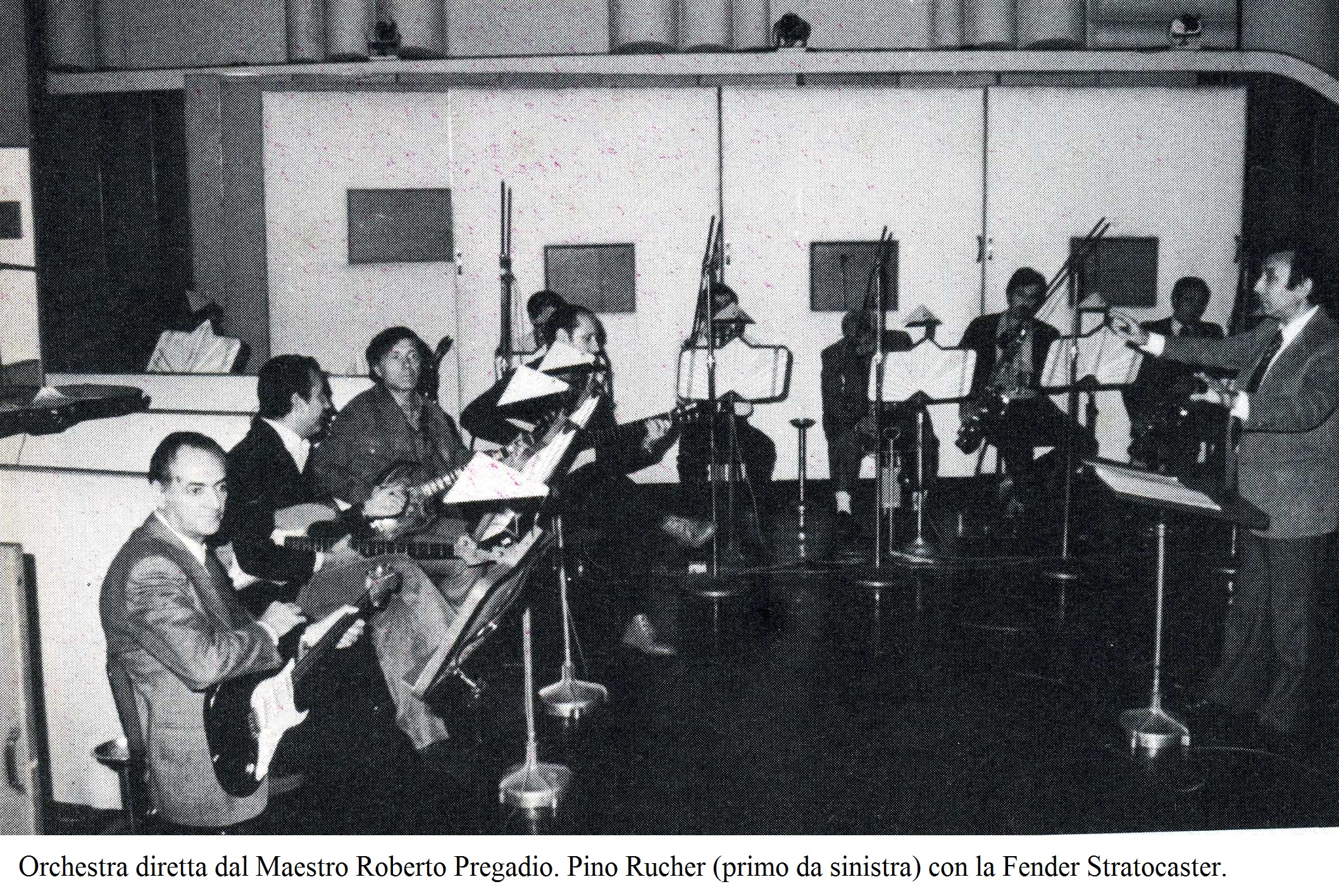
Maurizio Majorana (secondo da sinistra) con l'orchestra RAI diretta dal maestro Roberto Pregadio

Nel 2006 la Rai pubblicò, per la serie Via Asiago 10, un CD di Nunzio Rotondo con registrazioni risalenti al 1964 in cui Majorana suona il contrabbasso. Sempre nel 2006 nella stessa serie Via Asiago 10 (benemerita per il recupero di registrazioni storiche importantissime per la musica italiana) uscì un altro cd intitolato Big Band Concerto, contenente alcune registrazioni del 1972 in cui Majorana suona il contrabbasso, con una sezione fiati costituita tra gli altri dai saxofonisti Gianni Oddi e Sal Genovese e dal trombettista Michele Lacerenza e con il brasiliano Mandrake alle percussioni.
Majorana fece parte per molti anni dell'orchestra della Rai, suonando con i maestri Enrico Simonetti e Gianni Ferrio e accompagnando in show televisivi e dal vivo Mina e Jula de Palma.

## Dischi di altri artisti in cui ha suonato Maurizio Majorana
Tranne dove indicato, i dischi sono da intendersi come 33 giri o CD
| Anno                          | Interprete                        | Titolo Album o singolo                               |
| ----------------------------- | --------------------------------- | ---------------------------------------------------- |
| 1967                          | Enrico Ciacci                     | Chitarra sessantasette                               |
| 1968                          | Piero Umiliani                    | Svezia, inferno e paradiso                           |
| 1969                          | Piero Umiliani                    | La legge dei gangsters                               |
| 1969                          | Piero Umiliani e la sua orchestra | Fischiando in beat                                   |
| 1969                          | Piero Umiliani                    | Angeli bianchi... angeli neri                        |
| 1971                          | Fabrizio De André                 | Non al denaro non all'amore né al cielo              |
| 1971                          | Piero Umiliani                    | Underground                                          |
| 1972                          | Mina                              | Dalla Bussola                                        |
| 1972                          | Franchi Giorgetti Talamo          | Il vento ha cantato per ore tra i rami versi d'amore |
| 1972                          | Piero Umiliani                    | La ragazza dalla pelle di luna                       |
| 1972                          | Piero Umiliani                    | Mille e una sera                                     |
| 1973                          | Piero Umiliani                    | To-Day's Sounds                                      |
| 1976                          | Piero Umiliani                    | L'uomo e la città                                    |
| 1976                          | Massimo Ranieri                   | Meditazione                                          |
| 1977                          | Piero Umiliani                    | Jazz a confronto vol 35                              |
| 2006 (registrazioni del 1964) | Nunzio Rotondo                    | Sounds And Silences By Nunzio Rotondo                |
| 2006 (registrazioni del 1972) | Enrico Simonetti                  | Big Band Concerto                                    |